# Готемські мудрики

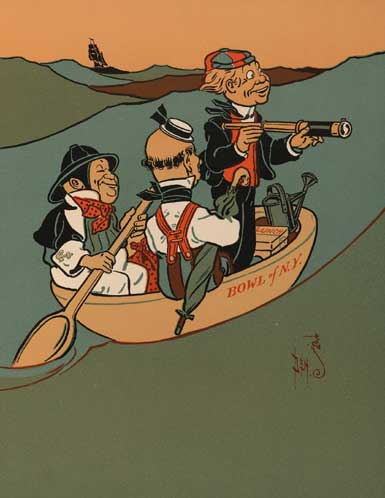
«Готемські мудрики» (1902), ілюстрація Вільяма Воллеса Денслоу

Го́темські му́дрики (англ. Wise Men of Gotham) — англійський фразеологізм, що позначає нерозумних, нерозсудливих людей. Походить з легенди про жителів середньовічного села Готем, які вдавали з себе божевільних, аби уникнути візиту короля. В фольклорі жителі Готема також є персонажами історій, де займаються безглуздими речами, вважаючи, що проявляють винахідливість.

## Легенда
Якось король Іоанн Безземельний вирішив збудувати для себе в селі Готем, що в Ноттінгемширі, мисливський будинок або замок. Жителі Готема зовсім не зраділи, коли королівські гінці повідомили їм, що Іоанн відбере в них частину землі під будівництво, а в лісах навколо буде заборонено полювати. За іншою версією, Іоанн мав проїжджати по дорозі, що пролягала крізь село, і тоді вона стала б громадською. Аби віднадити короля, жителі Готема стали вдавати з себе дурнів, займаючись безглуздими заняттями.
Гінці побачили, що селяни: намагаються втопити вугра в калюжі; затягують воза на дах, щоб прикрити складене там дерево від сонця; скочують головки сиру з пагорба, щоб ті самі котилися в Ноттінгем на продаж; хтось ловив зозулю, споруджуючи паркан навколо куща, де вона сиділа; один чоловік побачив як кінь п'є воду, в якій відбивався місяць, і зарізав коня, аби звільнити світило «випите» разом з водою; коваль підпалив кузню, щоб прогнати шершнів з-під її даху. Повернувшись до короля, гінці повідомили, що в Готемі живуть цілковиті дурні, і той вирішив оминути село.
Легенда відома з XV століття та була вперше надрукована в XVI столітті у збірнику «Веселі оповідки про безумців з Готема, зібрані разом лікарем-доктором А. Б.» (Merrie Tales of the Mad Men of Gotham, gathered together by A.B. of Phisicke Doctour). А. Б. тут — імовірно Андрю Борде (Andrew Borde або Boorde), лікар, мандрівник і письменник XIV—XV століть, який втім, напевне не має стосунку до збірки.

## Анекдоти
Існує низка анекдотів про «одного чоловіка», «відважних чоловіків», «дурня», «розумника» з Готема тощо. Герої цих анекдотів вигадують якийсь незвичайний, проте безглуздий спосіб вирішити буденне завдання; плутають причину та наслідок; знаходять абсурдні пояснення очевидних подій. Наприклад:
|  | Жителі Готема почули зозулю, що співала в кущі. Вони спохватилися та затіяли зберегти весняну пору назавжди, не випускаючи з куща зозулю. Тож вони взялися побудувати тин або паркан навколо куща, щоб утримати пташку на місці. Але раптом зозуля полетіла. «Якби ж ми тільки зробили тин повище, вона б не втекла», — сказали вони. |

## Пісня
В англомовних країнах відома дитяча пісня «Троє моряків з Готема» (англ. Three Sailors of Gotham), уперше опублікована близько 1765 року в збірнику «Мелодії Матінки Гусині».
| Англійською | Українською | Українською                                                                                               |
| --- | --- | --- |
| Three wise men of Gotham, They went to sea in a bowl, And if the bowl had been stronger My song would have been longer. | Три мудрики, усівшись в мисці, Гойдались в морі, як в колисці. Та хвиля дужче накотилась, І оповідка вже скінчилась. | Три мудреці в однім тазку Рушали в подорож морську. Якби міцнішим був тазок — Побільшало б про них казок. |